# Мейо (графство)
Ме́йо (ирл. Maigh Eo, англ. Mayo, буквально «Тисовая равнина») — графство на западе Ирландии. Входит в состав провинции Коннахт на территории Республики Ирландии. Административный центр — Каслбар. Население 137 231 человек (12-е место среди графств Республики Ирландия; данные 2022 г.). Деревня Карроутейг в графстве является одним из четырёх районов Ирландии, где по данным 2007 г. большая часть населения (свыше 67 %) использует в быту ирландский язык, т. н. Гэлтахт категории «A».

## География

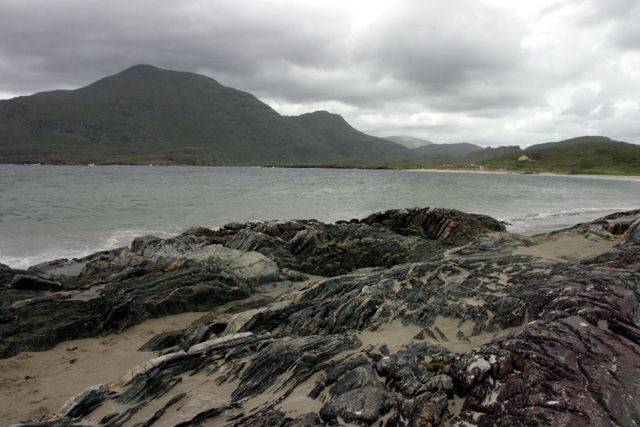

Площадь территории 5586 км² (3-е место). Озёра: Лох-Конн (из которого вытекает река Мой), Лох-Карра (в 13 км к югу от Каслбара). Высшая точка — гора Мвилри (814 м). В графстве находятся самые высокие клифы в Ирландии (вторые по высоте в Европе). Графству Мейо также принадлежит самый большой остров у берегов Ирландии — Акилл.

## Население
Население графства испытало, пожалуй, самую высокую эмиграцию в Ирландии. В 1840-е — 1880-е годы из-за голода и поисков лучшей жизни в промышленных районах Англии, Шотландии и США население сократилось с 388 887 человек в 1841 году до 199 166 человек — в 1901 году. Как продолжение эмиграционных процессов, к 1971 году население достигло всего 109 525 человек.
Около 5 % населения графства живёт в Гэлтахте.
Динамика численности населения:
- 1936: 161 349 чел.
- 1946: 148 120 чел.
- 1951: 141 867 чел.
- 1961: 123 330 чел.
- 1971: 109 525 чел.
- 1981: 114 766 чел.
- 1991: 110 713 чел.
- 2002: 117 446 чел.
- 2011: 130 638 чел.

## История
В 1968 году в Мейо проводилось исследование фонологии коннахтского диалекта ирландского языка

## Спорт
Команда по гэльским видам спорта «Мейо» соревнуется в турнирах по гэльскому футболу и хёрлингу, организуемых Гэльской атлетической ассоциацией.

## Достопримечательности
- Рокфлит — старинный каменный замок-башня.